# Yok’in
Yok’in znana też jako Pani z Tikal (ur. 1 września 504, zm. po 527)  – władczyni Tikál.
Córka pani K’ahk’ z Yokel i prawdopodobnie Chak Tok Ich’aak II. Wstąpiła na tron w 511 roku.